# Nati nel 1765
| Questa pagina contiene informazioni ricavate automaticamente dalle voci biografiche con l'ausilio del template Bio e di un bot. L'aggiornamento è periodico e automatico e ricostruisce completamente la pagina. Se manca una persona in questa lista, sei pregato di non aggiungerla, ma accertati piuttosto che la sua voce biografica contenga il template Bio e che i dati anagrafici siano correttamente compilati. Se il template Bio manca, inseriscilo tu stesso o, in alternativa, metti l'avviso {{tmp\|Bio}} che ne segnala la mancanza. Se i dati riportati sono sbagliati, correggi direttamente la voce biografica; le modifiche saranno visibili in questa lista entro pochi giorni. Per chiarimenti vedi il progetto biografie. La lista contiene solo le 169 persone che sono citate nell'enciclopedia e per le quali è stato implementato correttamente il template Bio. Pagina aggiornata al 2 ago 2025. |

## Gennaio(12)
- 2 gennaio - Charles Hatchett, chimico e mineralogista inglese († 1847)
- 2 gennaio - Richard Westall, pittore britannico († 1836)
- 3 gennaio - Susannah Darwin, nobildonna inglese († 1817)
- 3 gennaio - Nguyễn Du, poeta e scrittore vietnamita († 1820)
- 10 gennaio - Adolf Ribbing, militare svedese († 1843)
- 10 gennaio - Melchor de Talamantes, religioso messicano († 1809)
- 12 gennaio - Louis d'Andigné, generale e nobile francese († 1857)
- 18 gennaio - François Jean Baptiste Quesnel, generale francese († 1819)
- 19 gennaio - Antonio Luigi Del Buttero, intagliatore e pittore italiano († 1853)
- 21 gennaio - Tommaso Prelà, medico italiano († 1846)
- 25 gennaio - Thomas Thynne, II marchese di Bath, politico inglese († 1837)
- 30 gennaio - Emanuele Custo, vescovo cattolico italiano († 1829)

## Febbraio(6)
- 8 febbraio - Joseph Eybler, compositore austriaco († 1846)
- 13 febbraio - Ramón Casaús y Torres, arcivescovo cattolico spagnolo († 1845)
- 15 febbraio - Marco Faustino Gagliuffi, umanista, poeta e latinista italiano († 1834)
- 17 febbraio - James Ivory, matematico e astronomo scozzese († 1842)
- 21 febbraio - Grigorij Aleksandrovič Demidov, nobile russo († 1827)
- 27 febbraio - Franz Kaisermann, pittore svizzero († 1833)

## Marzo(8)
- 3 marzo - Francesco Alberi, pittore italiano († 1836)
- 4 marzo - Claire Lacombe, rivoluzionaria e attrice teatrale francese († 1826)
- 7 marzo - Joseph Nicéphore Niépce, fotografo francese († 1833)
- 18 marzo - David Hendrik Chassé, generale olandese († 1849)
- 25 marzo - Giuseppe Nicola Durini, politico e economista italiano († 1845)
- 25 marzo - Johann Gottfried Klinsky, architetto e scultore tedesco († 1828)
- 27 marzo - Franz von Baader, ingegnere, filosofo e medico tedesco († 1841)
- 31 marzo - Domenico Genovesi, arcivescovo cattolico italiano († 1835)

## Aprile(12)
- 2 aprile - Ambroise-Polycarpe de La Rochefoucauld, politico e nobile francese († 1841)
- 4 aprile - Giuseppe Suriano, nobile, politico e patriota italiano († 1799)
- 6 aprile - Carlo Felice di Savoia, sovrano († 1831)
- 9 aprile - Antonio Nariño, politico colombiano († 1823)
- 14 aprile - Augusta Guglielmina d'Assia-Darmstadt, nobildonna († 1796)
- 14 aprile - Louis Gabriel Deniéport, militare francese († 1805)
- 16 aprile - Jean-Joseph Gauthier, militare francese († 1815)
- 16 aprile - Jean Mathieu Séras, generale italiano († 1815)
- 16 aprile - Nikolaj Alekseevič Tučkov, generale russo († 1812)
- 26 aprile - Emma Hamilton, avventuriera inglese († 1815)
- 27 aprile - Johann von Thielmann, generale prussiano († 1824)
- 28 aprile - Sylvestre François Lacroix, matematico francese († 1843)

## Maggio(9)
- 2 maggio - Marie François Rouyer, militare francese († 1824)
- 5 maggio - Giovanna Francesca di Hohenzollern-Sigmaringen, principessa († 1790)
- 12 maggio - Raimondo Guarini, storico, archeologo e epigrafista italiano († 1852)
- 13 maggio - Vieira Portuense, pittore portoghese († 1805)
- 15 maggio - Isidro González Velázquez, architetto spagnolo († 1829)
- 16 maggio - Giovanni Antonio Benvenuti, cardinale e vescovo cattolico italiano († 1838)
- 20 maggio - Giovan Battista Dell'Era, pittore italiano († 1799)
- 24 maggio - Elizabeth Sutherland, XIX contessa di Sutherland, nobildonna scozzese († 1839)
- 25 maggio - Nicolas Jacques Antoine Vestier, architetto italiano († 1816)

## Giugno(7)
- 3 giugno - Friederike Brun, scrittrice danese († 1835)
- 6 giugno - Francesco Maria Zoppi, vescovo cattolico italiano († 1841)
- 8 giugno - Maximilien Joseph Hurtault, architetto francese († 1824)
- 12 giugno - Giovanni Battista Accusani, vescovo cattolico italiano († 1843)
- 15 giugno - Johann Gottlieb Friedrich von Bohnenberger, fisico e matematico tedesco († 1831)
- 15 giugno - Henry Thomas Colebrooke, filologo, orientalista e botanico britannico († 1837)
- 15 giugno - Domenico Del Frate, pittore italiano († 1821)

## Luglio(10)
- 2 luglio - Emanuele Bellorado, arcivescovo cattolico italiano († 1833)
- 4 luglio - Pierre Dupont de l'Étang, generale e politico francese († 1840)
- 10 luglio - Benedetto Bono, politico e avvocato italiano († 1811)
- 14 luglio - Alessandro Berrettini, vescovo cattolico italiano († 1849)
- 14 luglio - Giacomo Filippo de Meester Hüyoel, generale e patriota italiano († 1852)
- 18 luglio - Johann Friedrich von Mohr, generale austriaco († 1847)
- 20 luglio - Alessandro Lazzerini, religioso italiano († 1836)
- 23 luglio - Francis Russell, V duca di Bedford, politico britannico († 1802)
- 27 luglio - Federica Elisabetta di Württemberg, principessa († 1785)
- 29 luglio - Jean-Baptiste Drouet d'Erlon, generale francese († 1844)

## Agosto(11)
- 4 agosto - Domingo Matheu, imprenditore, marinaio e politico spagnolo († 1831)
- 6 agosto - Petros Mavromichalis, politico greco († 1848)
- 15 agosto - Antonio Meneghelli, storico, critico letterario e traduttore italiano († 1844)
- 15 agosto - James Stopford, III conte di Courtown, politico irlandese († 1835)
- 17 agosto - John Hope, IV conte di Hopetoun, generale britannico († 1823)
- 18 agosto - Luigi Aloisio di Hohenlohe-Waldenburg-Bartenstein, nobile e generale tedesco († 1829)
- 21 agosto - Aubrey Beauclerk, VI duca di St. Albans, politico britannico († 1815)
- 21 agosto - Guglielmo IV del Regno Unito, re inglese († 1837)
- 22 agosto - Carl Ludwig Willdenow, botanico, farmacista e micologo tedesco († 1812)
- 28 agosto - Charles de Broglie, presbitero francese († 1849)
- 29 agosto - Jean-Baptiste Cervoni, generale francese († 1809)

## Settembre(15)
- 2 settembre - Barbara Ployer, pianista austriaca († 1811)
- 4 settembre - Roger de Damas, generale francese († 1823)
- 8 settembre - François XIII de La Rochefoucauld, nobile, militare e politico francese († 1848)
- 12 settembre - Philibert de Bruillard, vescovo cattolico francese († 1860)
- 14 settembre - Carl Friedrich Ernst Frommann, editore tedesco († 1837)
- 15 settembre - Manuel Maria Barbosa du Bocage, poeta portoghese († 1805)
- 18 settembre - Papa Gregorio XVI, papa, vescovo cattolico e cardinale italiano († 1846)
- 20 settembre - Louis Lepic, generale francese († 1827)
- 22 settembre - Michele Arcangelo Lupoli, arcivescovo cattolico, teologo e letterato italiano († 1834)
- 22 settembre - Paolo Ruffini, matematico e medico italiano († 1822)
- 26 settembre - Simon Heinrich Gondela, giurista tedesco († 1832)
- 27 settembre - Antoine-Philippe de La Trémoille, generale francese († 1794)
- 28 settembre - Federico Cristiano II di Schleswig-Holstein-Sonderburg-Augustenburg, principe danese († 1814)
- 29 settembre - Karl Ludwig Harding, astronomo tedesco († 1834)
- 30 settembre - José María Morelos y Pavón, presbitero e patriota messicano († 1815)

## Ottobre(12)
- 4 ottobre - Franz Niklaus Zelger, condottiero e politico svizzero († 1821)
- 5 ottobre - Matteo Angelo Galdi, politico, giurista e pedagogo italiano († 1821)
- 8 ottobre - Harrison Gray Otis, imprenditore, avvocato e politico statunitense († 1848)
- 14 ottobre - Franciszek Borgiasz Mackiewicz, vescovo cattolico polacco († 1842)
- 17 ottobre - Henri-Jacques-Guillaume Clarke, politico e generale francese († 1818)
- 20 ottobre - Joachim Perinet, commediografo e attore teatrale austriaco († 1816)
- 22 ottobre - Carl Friedrich Kielmeyer, biologo e naturalista tedesco († 1844)
- 22 ottobre - Daniel Steibelt, pianista e compositore tedesco († 1823)
- 24 ottobre - Raffaele Mazio, cardinale italiano († 1832)
- 26 ottobre - Jakub Jan Ryba, compositore e insegnante ceco († 1815)
- 27 ottobre - Nancy Storace, soprano britannico († 1817)
- 31 ottobre - George Harry Grey, VI conte di Stamford, nobile britannico († 1845)

## Novembre(15)
- 3 novembre - Vincenzo Comi, chimico, medico e politico italiano († 1835)
- 3 novembre - Augusto, IX duca di Croÿ, nobile e politico francese († 1822)
- 4 novembre - Pierre Simon Girard, ingegnere e fisico francese († 1836)
- 11 novembre - Andrea Michele Dall'Armi, imprenditore e banchiere italiano († 1842)
- 12 novembre - Louis de Folleville, politico e magistrato francese († 1842)
- 14 novembre - Pierre-Louis Binet de Marcognet, generale francese († 1854)
- 14 novembre - Robert Fulton, ingegnere statunitense († 1815)
- 17 novembre - Giovanni Battista Balbis, politico, medico e botanico italiano († 1831)
- 17 novembre - Étienne Jacques Joseph Alexandre Macdonald, generale francese († 1840)
- 20 novembre - Thomas Fremantle, ammiraglio e politico inglese († 1819)
- 21 novembre - Bernard Howard, XII duca di Norfolk, nobile inglese († 1842)
- 23 novembre - Thomas Attwood, compositore e organista inglese († 1838)
- 26 novembre - Christian von Ompteda, militare tedesco († 1815)
- 27 novembre - Bernard Sarrette, musicologo e militare francese († 1858)
- 27 novembre - Giovanna Antida Thouret, religiosa francese († 1826)

## Dicembre(11)
- 4 dicembre - Georg Johann von Wrede, militare austriaco († 1843)
- 8 dicembre - Friedrich Schlichtegroll, filologo, numismatico e giornalista tedesco († 1822)
- 8 dicembre - Eli Whitney, imprenditore, inventore e ingegnere statunitense († 1825)
- 10 dicembre - Jean Gabriel Marchand, generale francese († 1851)
- 12 dicembre - Nicola II Esterházy, principe († 1833)
- 17 dicembre - Grégoire Girard, pedagogista svizzero († 1850)
- 19 dicembre - Domenico Henares de Zafra Cubero, vescovo cattolico e santo spagnolo († 1838)
- 22 dicembre - Johann Friedrich Pfaff, matematico tedesco († 1825)
- 27 dicembre - Elizabeth Billington, soprano britannico († 1818)
- 28 dicembre - Félix de Beaujour, politico e storico francese († 1836)
- 30 dicembre - Domingos Xavier de Lima, ammiraglio portoghese († 1802)

## Senza giorno specificato(41)
- Alemdar Mustafa Pascià, militare e politico ottomano († 1808)
- Loreto Apruzzese, teologo e giurista italiano († 1833)
- Pëtr Ivanovič Bagration, generale russo († 1812)
- Thug Behram, serial killer indiano († 1840)
- Pierantonio Bondioli, medico italiano († 1808)
- Mary Bryant, brigante britannica
- Burdurlu Dervish Mehmed Pascià, politico ottomano († 1837)
- Virginio Cenci Bolognetti, V principe di Vicovaro, principe e politico italiano († 1837)
- Antonio Collalto, matematico italiano († 1820)
- Giovanni Carlo Cosenza, drammaturgo italiano († 1851)
- Giovanni Battista D'Oncieu de La Bàtie, militare italiano († 1847)
- Karl Daub, teologo e filosofo tedesco († 1836)
- Giovanni Battista Frulli, pittore italiano († 1837)
- Luigi Gabaleone di Salmour d'Andezeno, generale italiano († 1831)
- Benjamin Peter Gloxin, botanico e medico tedesco († 1794)
- Cyprian Godebski, poeta e scrittore polacco († 1809)
- Cristoforo Gopcevich, armatore austriaco
- Jippensha Ikku, scrittore giapponese († 1831)
- James Kempt, generale britannico († 1854)
- Ivan Kuskov, esploratore russo († 1823)
- Francesco Lodron, diplomatico austriaco († 1805)
- James Mackintosh, storico scozzese († 1832)
- Antonio Marsand, presbitero e critico letterario italiano († 1842)
- Stefano Ignazio Melchioni, ingegnere e architetto svizzero († 1837)
- Giacomo Minutoli, architetto e abate italiano († 1827)
- Natale Mussini, compositore italiano († 1837)
- Jakov Nenadović, politico e militare serbo († 1836)
- Giuseppe Perovani, pittore italiano († 1835)
- Anna Pieri Brignole Sale, nobile italiana († 1815)
- Stefano Ricci, scultore italiano († 1837)
- Deifebo Romagnoli, compositore italiano († 1813)
- Antoine Roux, pittore francese († 1835)
- Josias Rowley, ammiraglio e politico inglese († 1842)
- James Smithson, mineralogista e chimico britannico († 1829)
- Joseph Strutt, politico e filantropo inglese († 1844)
- Nicola Tarino, architetto italiano († 1829)
- Pellegrino Turri, inventore italiano († 1828)
- Thanasis Vagias, politico e militare greco († 1834)
- Bernardo de Velasco, militare spagnolo († 1822)
- Zheng Yi, pirata cinese († 1807)
- Husayn III d'Algeri, politico ottomano († 1838)